# Luxembourg au Concours Eurovision de la chanson 1971
Le Luxembourg a participé au Concours Eurovision de la chanson 1971, le 3 avril à Dublin. C'est la 15e participation luxembourgeoise au Concours Eurovision de la chanson.
Le pays est représenté par la chanteuse Monique Melsen et la chanson Pomme, pomme, pomme, sélectionnées en interne par Télé Luxembourg.

## Sélection interne
Le radiodiffuseur luxembourgeois, Télé Luxembourg (RTL), choisit l'artiste et la chanson en interne pour représenter le Luxembourg au Concours Eurovision de la chanson 1971.
Lors de cette sélection, c'est la chanson Pomme, pomme, pomme, écrite par Pierre Cour, composée par Hubert Giraud et interprétée par la chanteuse luxembourgeoise Monique Melsen qui fut choisie, accompagnée du chef d'orchestre Jean Claudric.
| Ordre | Interprète     | Chanson             | Langue   |
| ----- | -------------- | ------------------- | -------- |
| 1     | Monique Melsen | Pomme, pomme, pomme | Français |

## À l'Eurovision
Chaque pays a un jury de deux personnes. Chaque juré attribue entre 1 et 5 points à chaque chanson.

### Points attribués par le Luxembourg
| 5 points | Portugal                                                                                                   |
| 4 points | Espagne Monaco Royaume-Uni                                                                                 |
| 2 points | Allemagne Autriche Belgique Finlande France Irlande Italie Malte Norvège Pays-Bas Suède Suisse Yougoslavie |

### Points attribués au Luxembourg
| 10 points                     | 9 points                          | 8 points                                | 7 points                       | 6 points                          |
| ----------------------------- | --------------------------------- | --------------------------------------- | ------------------------------ | --------------------------------- |
|                               |                                   |                                         | - Malte                        | - Monaco - Portugal - Royaume-Uni |
| 5 points                      | 4 points                          | 3 points                                | 2 points                       |                                   |
| - Finlande - France - Irlande | - Espagne - Norvège - Yougoslavie | - Belgique - Italie - Pays-Bas - Suisse | - Allemagne - Autriche - Suède |                                   |

Monique Melsen interprète Pomme, Pomme, Pomme en huitième position, suivant la France et précédant le Royaume-Uni .
Au terme du vote final, le Luxembourg termine 13e sur les 18 pays participants, ayant reçu 70 points au total,.